# Palazzotto Juva
Il Palazzotto Juva è una dimora storica sita nel comune di Volvera.

## Storia
Il Palazzotto Juva sorge nella Cascina Pascolo Nuovo situata nel comune di Volvera, presso la strada provinciale verso Airasca.
Le prime testimonianze storiche della Cascina del Pascolo Nuovo risalgono al 1628: infatti, il Luglio di detto anno, con istrumento rogito Vernetti, la comunità di Volvera vende al Conte Urbano Piossasco Folgoris di Scalenghe del fu Conte Ottavio, una Cassina della Margheria ossia del Pasco, di giornate 215 situata “sulle fini di Ayrasca e Volvera”.
Il Conte Urbano Piossasco Folgoris di Scalenghe è il governatore di Pinerolo che nel 1630 subisce l'assedio francese da parte delle truppe del Cardinale Richelieu ed è costretto a capitolare consegnando la città al nemico. Per motivi rimasti ignoti, o forse soltanto per la caduta della città di Pinerolo, il 7 Luglio 1635 lo stesso Conte Urbano Piossasco vende la Cascina del Pasco al Conte Gettullio Piossasco di Rivalba. Il Conte Gettullio è un archibugiere del duca di Savoia ed è uno dei componenti più significativi della famiglia dei Piossasco perché aveva ricevuto l'alta onorificenza del collare dell'Annunziata dai Savoia.
Il 9 Settembre 1794, un successore del Conte Gettullio vende nuovamente la Cascina all’Opera Pia dell’Albergo di Santa Croce in Villastellone. Tale Opera era stata costituita da un ricco commerciante il quale si occupava delle persone indigenti, procurava loro un lavoro nel suo opificio e li ospitava nell'Albergo, non potendo più gestire la cascina di Volvera nel 1797 la mette in vendita.
Dalla metà del 1700 a quasi tutto l’800 le colture erano ben differenti da quelle odierne, per esempio una vasta zona di campi era destinata alla cultura del riso e veniva chiamata risera in lingua piemontese, e da una mappa del 1746 redatta da Antonio Dompe e deposta nell'archivio comunale di Volvera, davanti alla Cascina era presente un vitigno di ampia estensione.
Nel 1797, l'Albergo di S. Croce in Villastellone vende a Giacomo Pio Juva di Torino l’intera Cascina di 254,18 giornate. Da quel momento, la Cascina del Pasco verrà chiamata Cascina del Pascolo Nuovo, per distinguerla da quella del Pascolo Vecchio ubicata nelle stesse zone. Giacomo Pio Juva, di famiglia oriunda di Cervatto in Valsesia, sposa Maria Domenica Guerini della Vaira, e da lei ha tre figli, Giacomo Celestino, Spirito e Giocondo, Canonico della Cattedrale di Torino o Metropolitana di Torino.
Giacomo Juva fa costruire nel 1810 il palazzotto, la torre merlata e il campanile con la campana e il palazzotto diventa la residenza estiva dei signori Juva.
I dipinti murali a tempera in stile neoclassico presenti sulle imposte delle volte dei due saloni a piano terreno rappresentano paesaggi della vallata del Reno con i loro castelli sono attribuiti al pittore Pompeo Mariani che compensava i suoi mecenati l'ospitalità offertagli. La proprietà della cascina rimane della famiglia fino al 1970 quando verrà poi venduta.
Dall'inizio del 1800 il palazzotto inserito nella vecchia cascina diventa una nobile residenza di lusso per la famiglia che trascorrerà le vacanze estive.
Al primo piano, a sinistra della scala, vi erano gli appartamenti dei proprietari con i servizi. Dall'altra parte della scala, gli appartamenti per gli ospiti erano separati da quelli della servitù.
Il giardino era costituito da grandi alberi giunti da paesi lontani, da una ghiacciaia di pietre di tufo e conchiglie, un pozzo e l'orto padronale.
La parte agricola della Cascina, nella seconda metà del 1800, sarà affittata fino al 1870 a certi margari Brusa, poi alla Famiglia Canavesio, entrati prima in qualità di margari, poi come fittavoli.
Attorno al 1920 la Cascina occupava nei periodi di maggior lavoro circa 40 persone alle vigne e alle risaie erano stati sostituiti campi con coltivazioni di grano, granoturco e prati. La famiglia Canavesio Domenico entrata in mezzadria, è rimasta fino al 1961-1972. L’altra parte dell'azienda agricola è stata affittata.
Negli anni '70 buona parte dei terreni della Cascina Pascolo Nuovo sono stati venduti alla FIAT Ricambi di Volvera (oggi Mopar) per la costruzione dei nuovi stabilimenti. Successivamente una parte della Cascina Pascolo Nuovo è stata affittata, il giardino del Palazzotto è stato utilizzato come deposito di materiali edili, e la vecchia stalla come laboratorio per la costruzione dei filtri delle autovetture.
Il Palazzotto ha poi subito alterne vicende con la presenza di famiglie che abiteranno il primo piano, mentre i saloni affrescati del piano terra sono rimasti sempre chiusi.
Il 26/06/1986 la proprietà del Palazzotto Juva passerà dalla Famiglia Sella alla Fondazione d’Arte Sella-Pollone, che raccoglie tutti i beni artistici della famiglia.
Una parte del giardino è stata prima affittata e poi venduta ad una Ditta di autotrasporti.
Il 23/03/1987 la Soprintendenza ha apposto il vincolo di Bene Artistico ai sensi della Legge 1089 s.m.i. del 1939, di conseguenza ogni intervento di restauro dovrà avere il parere della Soprintendenza ai Beni Architettonici prima di essere realizzato.
I coniugi Canavesio-Bruno hanno acquistato una porzione della Cascina Pascolo Nuovo nel 1995 e successivamente anche il Palazzotto Juva nel 2002. A partire dall'acquisto, il Palazzotto è stato oggetto di un lento ma laborioso restauro, come il parco che è stato recuperato dopo anni di abbandono. Dal 2003 il Palazzotto Juva è stato riaperto al pubblico ed ospita manifestazioni artistiche.